# Погранично-таможенная служба США
Погранично-таможенная служба США (англ. United States Customs and Border Protection, USCBP) — подразделение Министерства внутренней безопасности США. Объединяет в себе функции ряда других агентств и институтов, таких как Таможенной службы, Службы иммиграции, Службы контроля здоровья животных и растений и Пограничных войск. Штаб-квартира находится в Вашингтоне.

## Структура
- Комиссар
  - Заместитель комиссара
    - Отдел по воздушным и морским операциям
    - Управление полевых операций
    - Пограничный патруль США
    - Отдел по торговым операциям
    - Отдел работы с корпоративными клиентами
      - Отдел снабжения
      - Управление финансов
      - Отдел кадров
      - Отдел обучения и развития
      - Информационно-технический отдел

    - Отдел поддержки при операциях
      - Управление разведки
      - Управление по международным делам

    - Отдел главного юрисконсульта
    - Управление по делам Конгресса
    - Управление межгосударственных общественных связей
    - Отдел по работе с закрытой информацией
    - Отдел по расследованию внутренних преступлений
    - Управление по связям с общественностью
    - Управление торговых отношений[5]

## Транспорт

### Самолеты

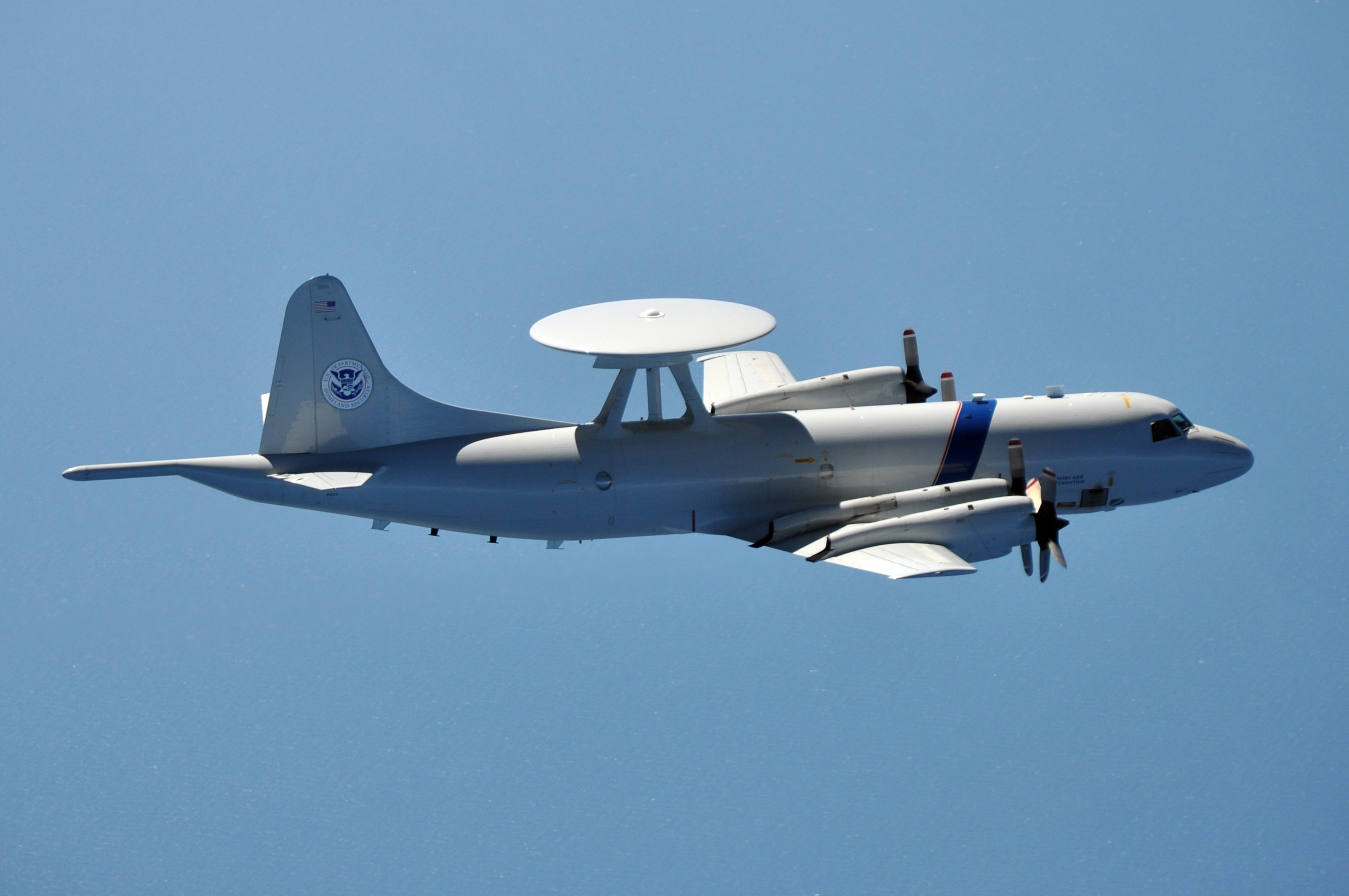
Самолет P-3 AEW, на задание таможенной службы

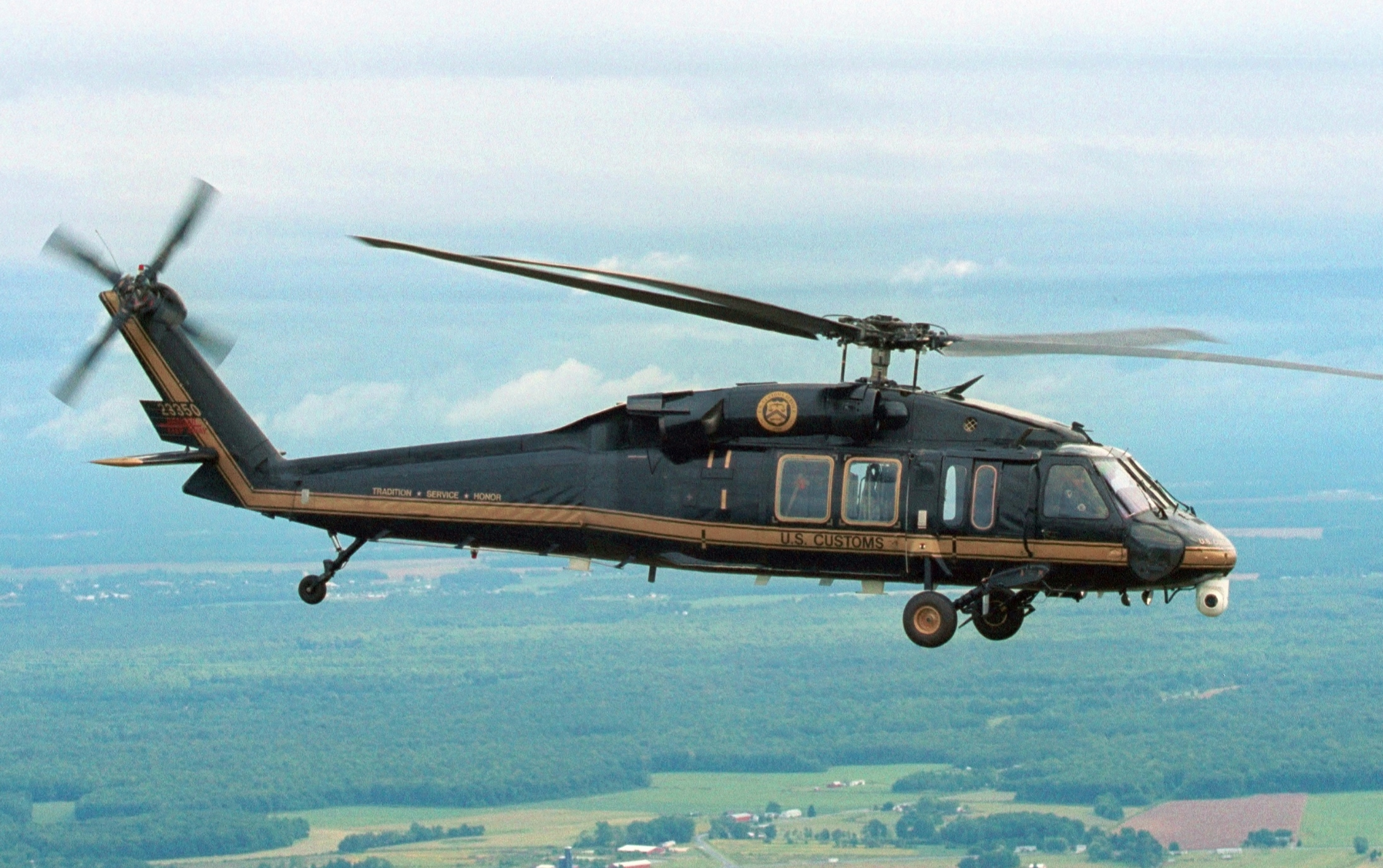
Вертолет CBP UH-60 Блэкхок в полете

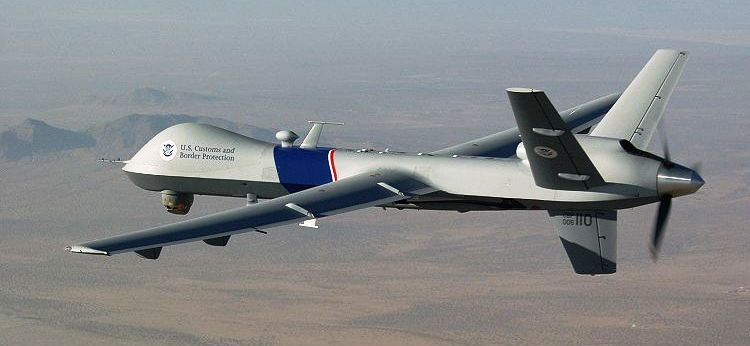
MQ-9 Guardian разведка местности после урагана Айк

| Название             | Страна происх.  | Тип                               | Специализация   | Прочее                                                             |                 |
| Морской патруль      | Морской патруль | Морской патруль                   | Морской патруль | Морской патруль                                                    | Морской патруль |
| -------------------- | --------------- | --------------------------------- | --------------- | ------------------------------------------------------------------ | --------------- |
| Bombardier DHC-8     | Канада          | наблюдение и транспортировка      |                 | оснащенен морским радаром                                          |                 |
| Наблюдательные       |                 |                                   |                 |                                                                    |                 |
| Cessna 210           | США             | наблюдение                        | 206             |                                                                    |                 |
| Cessna C-550         | США             | перехватчик / патруль             | III / IIIB      |                                                                    |                 |
| Super King Air       | США             | наблюдение / патруль              | 350ER / 200     |                                                                    |                 |
| Lockheed P-3         | США             | перехватчик / патруль             | P-3 (LRT)       | оснащен радаром APG-66V                                            |                 |
| Pilatus PC-12        | Швейцария       | наблюдение / транспорт            | PC-12NG         | оснащен электрооптическими / инфракрасными датчикоми               |                 |
| АВАКС                |                 |                                   |                 |                                                                    |                 |
| Lockheed P-3         | США             | контроль раннего предупреждения   | P-3AEW&C        | модифицированный вращающимся радиолокационным куполом AN / APS-145 |                 |
| Вертолеты            |                 |                                   |                 |                                                                    |                 |
| Bell UH-1            | США             | универсальный                     | UH-1H / Huey II |                                                                    |                 |
| Sikorsky S-76        | США             | наблюдение / борьба с терроризмом |                 |                                                                    |                 |
| Sikorsky UH-60       | США             | транспорт                         |                 |                                                                    |                 |
| Eurocopter AS350     | Франция         | наблюдение                        |                 |                                                                    |                 |
| Eurocopter EC120     | Франция         | наблюдение                        |                 |                                                                    |                 |
| БЛА                  |                 |                                   |                 |                                                                    |                 |
| General Atomics MQ-9 | США             | наблюдение                        | охрана          |                                                                    |                 |

### Водный транспорт
| Название            | Страна | Тип         | Варинат         | Прочее                                               |
| ------------------- | ------ | ----------- | --------------- | ---------------------------------------------------- |
| Diamondback Airboat | США    | речной      | открытая кабина |                                                      |
| SAFE Full Cabin     | США    | речной      | закрытая кабина | оснащен морским надводным радаром                    |
| SAFE Full Cabin     | США    | перехватчик | закрытая кабина |                                                      |
| SAFE Full Cabin     | США    | перехватчик | закрытая кабина | оснащен электрооптическими / инфракрасными датчиками |
| Midnight Express    | США    | перехватчик | открытая кабина |                                                      |
| Interim SeaHunter   | США    | перехватчик | открытая кабина |                                                      |
| Invincible          | США    | перехватчик | открытая кабина |                                                      |
| Intrepid            | США    | морской     | открытая кабина | мелководное и прибрежное патрулирование              |

## Оружие
Основное оружие сотрудников службы — это пистолет H&K P2000 LEM (модификация для правоохранительных органов) калибр .40 S&W. Также на вооружение имеется дробовик Remington Model 870, изменённый под задачи службы, для выполнении специальных задач используется автомат M4 Carbine (M4A1) разных модификаций.

## Знаки различия

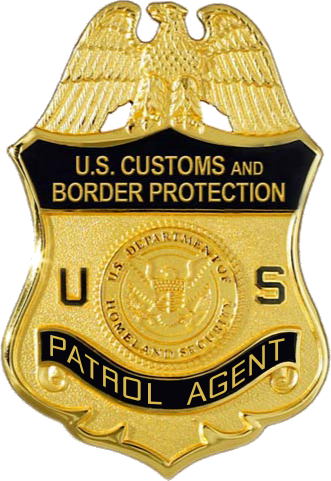
Значок пограничника

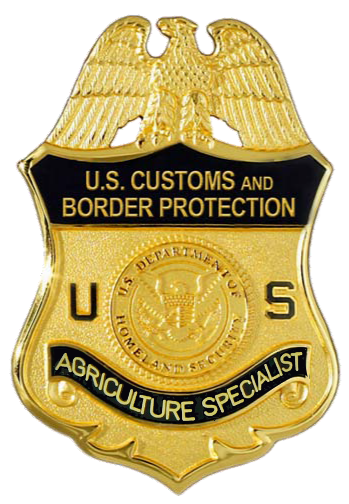
Значок специалиста по сельскохозяйственной продукции

| Звание                                         | Знаки различия          |                         |                         |
| Штаб пограничной службы                        | Штаб пограничной службы | Штаб пограничной службы | Штаб пограничной службы |
| ---------------------------------------------- | ----------------------- | ----------------------- | ----------------------- |
| Начальник пограничной службы                   |                         |                         |                         |
| Заместитель начальника пограничной службы      |                         |                         |                         |
| Начальник отдела                               |                         |                         |                         |
| Заместитель начальника отдела                  |                         |                         |                         |
| Заместитель начальника                         |                         |                         |                         |
| Помощник начальника                            |                         |                         |                         |
| Оперативный офицер                             |                         |                         |                         |
|                                                |                         |                         |                         |
| Пограничные секторы                            |                         |                         |                         |
| Главный пограничный агент                      |                         |                         |                         |
| Заместитель главного пограничного агента       |                         |                         |                         |
| Начальник отдела                               |                         |                         |                         |
| Помощник главного пограничного агента          |                         |                         |                         |
| Руководитель специальных операций              |                         |                         |                         |
| Оперативный офицер                             |                         |                         |                         |
| Надзорный пограничный агент                    |                         |                         |                         |
| Пограничный агент (секторальные программы)     |                         |                         |                         |
|                                                |                         |                         |                         |
| Пограничные станции                            |                         |                         |                         |
| Ответственный пограничный агент                |                         |                         |                         |
| Заместитель ответственного пограничного агента |                         |                         |                         |
| Командир вахта                                 |                         |                         |                         |
| Руководитель специальных операций              |                         |                         |                         |
| Надзорный пограничный агент                    |                         |                         |                         |
| Пограничный агент                              | Нет знаков              |                         |                         |